# Gwydion
Gwydion – w mitologii celtyckiej syn Beli i Danu. 

## Mitologia
Pomógł Gilfaethwy zgwałcić Goewin, która podtrzymywała stopy króla Math ap Mathonwy. Wykonał to okradając króla Dyfedu, Pryderi ze świń, co skłoniło Matha do wyruszenia na wojnę. Gwydion i Gilfaethwy mieli być razem z nim, ale się wycofali.
Gwydion zmusił Goewin, aby została z Gilfaethwy, który następnie ją zgwałcił. Goewin poskarżyła się Mathowi, który zamienił obu złoczyńców w zwierzęta. Gwydion co roku, po kolei stawał się jeleniem, lochą i wilkiem; Gilfaethwy zaś – łanią, dzikiem i wilczycą. Każdego roku rodziło im się wspólne dziecko; troje z ich dzieci Math zamienił w ludzi.
Podczas bitwy pod Cath Godeau Gwydion zamieniał drzewa w wojowników, wygrywając tym wojnę rozpoczętą przez swego brata o imieniu Amaethon.
Gwydion wychowywał swego siostrzeńca, który urodził się jako kropelka. Umieścił go w skrzyni. Matka kropelki, Arianrhod, rzuciła na niego trzy klątwy zwane geasa: (1) że tylko ona będzie mogła nadać mu imię, (2) tylko od niej może otrzymać broń, i (3), że nie będzie miał ludzkiej żony – pozbawiła go więc trzech aspektów męskości. Mimo to, Gwydion go wychował, choć chłopiec nie miał imienia. Później Arianrhod zobaczyła, jak kropelka zabija strzyżyka jednym uderzeniem kamienia. Stwierdziła, iż jest on jasnym lwem o pewnej ręce i nadała mu imię Llew Llaw Gyffes ("jasny lew o pewnej ręce"). Później Gwydion użył podstępu, na skutek którego matka uzbroiła chłopca. Llew stworzył sobie z kwiatów własną kobietę o imieniu Blodeuwedd. Po tym jak Llew przemienił się w orła, żeby uniknąć śmierci z rąk Blodeuwedd i jej kochanka Gwydion odnalazł go i przywrócił mu ludzką postać.

## Kultura
- Gwydion pojawia się w książce The Chronicles of Prydain, której autorem jest Lloyd Alexander[2].
- Jest jednym z bohaterów książki Amerykańscy bogowie Neila Gaimana.